# STS-65
STS-65 foi uma missão do programa do ônibus espacial, realizada em órbita pela tripulação da nave Columbia entre 8 e 23 de Julho de 1994 e o segundo voo orbital do laboratório internacional de microgravidade - IML-2 - do Spacelab, onde foram realizadas experiências científicas patrocinadas por seis agências espaciais diferentes.

## Tripulação
| Posição                  | Astronauta    |
| ------------------------ | ------------- |
| Comandante               | Robert Cabana |
| Piloto                   | James Halsell |
| Especialista de missão 1 | Richard Hieb  |
| Especialista de missão 2 | Carl Walz     |
| Especialista de missão 3 | Leroy Chiao   |
| Especialista de missão 4 | Donald Thomas |
| Especialista de carga    | Chiaki Mukai  |

## Principais fatos
O lançamento da missão STS-65 ocorreu em 8 de julho de 1994, conforme o previsto. Esta foi uma da missões mais complexas na área de ciências do programa espacial. Os objetivos da missão era a realização de experimentos científicos do International Microgravity Laboratory (IML-2), no Spacelab, o segundo voo de uma série para a realização de pesquisas em ambiente de microgravidade. Os dados das missões do IML serviram de base das investigações para a construção da ISS. Durante os 14 dias de voo foram realizados mais de 80 experimentos, que deram continuidade as conhecimentos adquiridos nas missões anteriores do Spacelab. O número de experimentos foi aproximadamente o dobro do IML-1, que voou em janeiro de 1992.
Tal como o nome implica, o IML-2 foi uma missão internacional. Mais de 200 cientistas, representando seis agências espaciais de todo o mundo, contribuíram para o IML-2. Em um esforço conjunto com a NASA, cientistas da Agência Espacial Européia (ESA), Canadá, França, Alemanha e Japão proporcionaram a comunidade científica  mundial uma variedade de instalações complementares e experiências. O IML-2 foi dedicado a microgravidade e as ciências da vida. Isso abrange um grande leque de atividades que ajudam na compreensão de fundamentos da física, de processos que não são possíveis de serem realizados em Terra, só em ambientes de microgravidade.
A redução do efeito gravitacional permite que certas células de alguns organismos possam ser estudadas de forma isolada. Os experimentos ajudaram a revelar o papel que a gravidade desempenha na modelação da vida na Terra. Foram estudados também os problemas que a microgravidade traz à saúde das tripulações no espaço como a síndrome de adaptação a longo prazo e alterações hormonais. Utilizando o sistema de rádio amador, os tripulantes da Columbia falaram com alunos de uma escola da Flórida.
Os experimentos do IML-2 incluíam: Aquatic Animal Experiment Unit (AAEU), Biorack (BR), Biostack (BSK), Extended Duration Orbiter Medical Program (EDOMP) and Spinal Changes in Microgravity (SCM), Lower Body Negative Pressure Device (LBNPD), Microbial Air Sampler (MAS), Performance Assessment Workstation (PAWS), Slow Rotating Centrifuge Microscope (NIZEMI), Real Time Radiation Monitoring Device (RRMD) and the Thermoelectric Incubator (TEI), Applied Research on Separation Methods (RAMSES), Bubble, Drop and Particle Unit (BDPU), Critical Point Facility (CPF), Electromagnetic Containerless Processing Facility (TEMPUS), Free Flow Electrophoresis Unit (FFEU), Large Isothermal Furnace (LIF), Quasi Steady Acceleration Measurement (QSAM), Space Acceleration Measurement System (SAMS), Vibration Isolation Box Experiment System (VIBES) in Rack 3.
Outras cargas úteis da missão eram: Advanced Protein Crystalization Facility (APCF), Commercial Protein Crystal Growth (CPCG), Teste de calibração do Air Force Maui Optical Site (AMOS)t, Orbital Acceleration Research Experiment (OARE), Military Application of Ship Tracks (MAST), Shuttle Amateur Radio Experiment-II (SAREX-II).
Duas oportunidades anteriores de pouso no Centro Espacial John F. Kennedy foram abortadas devido a grande quantidade de nuvens na região. O pouso ocorreu em 23 de julho de 1994 na Base Aérea de Edwards.

## Ligações Externas
- Sumário da Missão